# Mercedes 37/95 PS
Mercedes 37/95 PS, а також Mercedes 37/90 PS — рання турингова модель автомобіля, створена компанією Daimler-Motoren-Gesellschaft (DMG), що у 1910—1911 роках випускалась під маркуванням «37/90», а з 1913 року продавалась як «37/95».

## Конструктивні особливості

### Двигун і шасі
Автомобіль мав масивний чотирициліндровий 9,5-літровий двигун, що видавав 90–95 к. с. і забезпечував приведення задніх коліс через 4-ступінчасту коробку перемикання передач та з використанням подвійної ланцюгової передачі, дозволяючи автомобілю досягати швидкості 71 миль/год (115 км/год).
В основному 37/90 фігурував як туристичний, тому він мав зручне шасі. Щоб заглушити звук шуму ланцюгів, для них на 37/90 1911 року встановили повністю закриту масляну ванну. Розроблений Паулем Даймлером, новий двигун мав три клапани на циліндр: один великий впускний і два менших випускних клапани. Клапани приводилися в дію штовхачами від двох розподільних валів бічного розташування. На відміну від попередніх двигунів, які зазвичай складалися з кількох блоків, новий агрегат являв собою один цільний блок із чотирма циліндрами. Потенціал двигуна був продемонстрований у 1912 та 1914 роках на Кубку Вандербільта, де легенда американських перегонів Ральф Де Пальма керував автомобілем класу Гран-прі 1908 року, оснащеним двигуном 37/90 і здобув перемоги.
У 1913 році провели незначні модифікації двигуна та шасі. Потужність зросла до 95 к. с., що призвело до зміни маркування на «37/95». Також дещо розширили передню і задню колію.
Через півтора року після того, як 37/90 перейменували у 37/95, робочий об'єм двигуна збільшили до 9,8 літра, після чого автомобіль дістав нове позначення, яке відображає збільшення розміру двигуна та потужності, «38/100».

## Кузов
Перші моделі 37/90 оснащувались дерев'яним кузовом французької торгової марки Labourdette від дизайнера Жана Анрі-Лабурдетта.
Незважаючи на потужність, автомобіль був створений для розкоші та комфорту. У 1912 Фердинанд I Кобург, князь і цар Болгарії замовив розкішну модель седана 37/90, одну з небагатьох із закритим кузовом.

## Участь у змаганнях
37/95 виграв низку перегонів, включаючи Elgin Road Races (у 1912, 1913 і 1914 роках)  і Кубок Вандербільта (у 1912 і 1915 роках). Автомобіль деякий час був відомий як найпотужніший автомобіль у світі.

## Завершення виробництва
У 1914 році модель 37/95 замінили моделлю 38/100, оснащеною ще більшим двигуном. З початком Першої світової війни виробництво 38/100, останнього з ланцюгових турерів торгової марки «Mercedes», припинилося.